# Ministère de l'Administration interne
Pour les autres articles nationaux ou selon les autres juridictions, voir ministère de l'Intérieur.
Le ministère de l'Administration interne (en portugais : Ministério da Administração Interna, MAI) est le département ministériel du gouvernement de la République portugaise responsable de l'exécution des politiques de sécurité publique, de protection civile, d'immigration, de droit d'asile, de sécurité routière et d'administration des affaires électorales.
La ministre de l'Administration interne est, depuis le 5 juin 2025, l'indépendante Maria Lúcia Amaral.